# Romanello da Forlì
Romanello da Forlì o Sebastiano Romanello (XV secolo – 1525) fu un capitano di ventura italiano, noto soprattutto per essere stato uno dei tredici cavalieri italiani partecipanti alla disfida di Barletta (1503).

## Biografia
In quella località, nella piana tra Corato ed Andria si tenne una giostra cavalleresca tra tredici cavalieri italiani e altrettanti francesi, a seguito di parole denigratorie dette da Charles de la Motte nei confronti del valore italiano.
L'esito della sfida fu una netta vittoria degli Italiani, il che venne preso a simbolo, soprattutto in un periodo in cui l'Italia era contesa tra potenze straniere (Francia e Spagna), di riscossa nazionale.
Romanello da Forlì fu attivo, oltre che in Romagna, principalmente nell'Italia Centrale e meridionale (Basilicata, Puglia, Lazio, Abruzzo). Prese parte alla battaglia di Ravenna del 1512 e morì nel 1525. Fu capostipite della famiglia che dalla Romagna si trasferì in Piemonte e ottenne il feudo a Pontestura, in provincia di Alessandria.
Sebastiano Romanello fu capostipite della famiglia Romanelli di Bari la quale, come risulta dal Blasonario generale di "Terra di Bari" è iscritta come Famiglia Nobile di Monopoli di origine forlivese, come il Suo Capostipite da cui ha tramandato lo stemma (Scudo rosso alla croce piena d'argento).